# ダイハツ・マテリア
マテリア（MATERIA）は、ダイハツ工業が製造・販売していたトールワゴンである。

## 概要
2007年7月、イギリスにてマテリアを発売した。日本ではダイハツでクー、トヨタではｂB、スバルではデックスとして販売されている。スタイルを重視する若いファミリー層や、燃費の良さ、操作性、乗りやすさを評価するお年寄りの夫婦などをターゲットにしている。